# Maskerapalis
De maskerapalis (Apalis binotata) is een zangvogel uit de familie Cisticolidae.

## Verspreiding en leefgebied
Deze soort komt versnipperd voor in Kameroen, Gabon, oostelijk Congo-Kinshasa, Oeganda en noordwestelijk Tanzania.

## Status
De grootte van de populatie is niet gekwantificeerd maar de soort wordt omschreven als schaars tot plaatselijk algemeen. Op de Rode lijst van de IUCN heeft deze soort de status niet bedreigd.